# Auto Union Typ D
Auto Union Typ D je Auto Unionov dirkalnik, ki je bil v uporabi v sezonah 1938 in 1939, ko so z njim dirkali Tazio Nuvolari, Rudolf Hasse, Hermann Paul Müller in Hans Stuck. Motor V12 se je lahko vrtel vse do 10000 rpm, toda običajno so ga omejili na okrog 7000 rpm. Šasija je bila izboljšana različica predhodnika Auto Union Type C. Dirkači niso imeli veliko možnosti proti dirkačem drugega nemškega moštva Mercedes-Benz, ki so dirkali z dirkalnikom Mercedes-Benz W154. Skupno so tako dirkači v obeh sezonah dosegli pet zmag, dve od teh na prvenstvenih dirkah, prvo Nuvolari na dirki za Veliko nagrado Italije v sezoni 1938, drugo pa Müller na dirki za Veliko nagrado Francije v sezoni 1938. Hermann Paul Müller je ob prekinitvi prvenstva v sezoni 1939 zaradi druge svetovne vojne vodil na prvenstveni lestvici, toda naslov uradno ni bil podeljen, nemška avtomobilistična zveza, ki ni imela pristojnosti za to tekmovanje, pa je naslov podelila Hermannu Langu. 